# Portoni della Bra
 (mai 2023).
Les Portoni della Bra (littéralement, les Portes de Bra) sont une porte de ville crénelée située le long des murs municipaux de Vérone, le long de la piazza Bra, créée pour relier la ville à ce qui était à l'époque la campagne suburbaine.

## Histoire

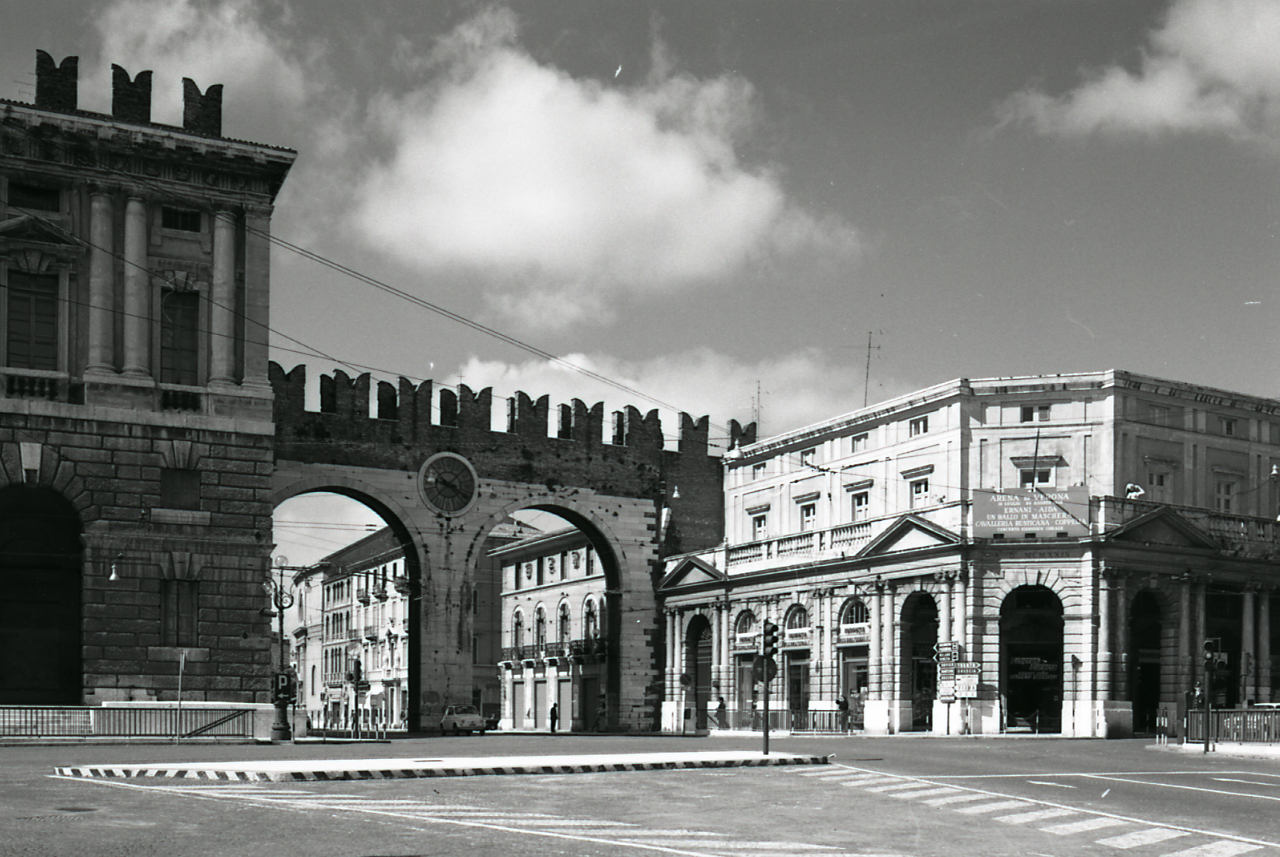
La porte vue de la Piazza Bra sur une photographie de 1972 de Paolo Monti

Dans un document de 1257, une porte de la Braida est mentionnée pour la première fois, située dans la zone où se trouvent actuellement les portoni della Bra ; celle-ci était munie d'un côté d'une poterne et s'ouvrait le long de l'enceinte municipale, à l'extérieur de laquelle coulait l'Adigetto. La connexion couverte qui partait du Castelvecchio pour se connecter à la Citadelle fortifiée, qui contournait la route qui menait hors de la ville à l'arc, remonte à l'époque de la domination Visconti de Vérone (1389-1402).
La porte médiévale est mentionnée pour la dernière fois en 1483 par le voyageur vénitien Marin Sanuto qui inclut également un dessin de la Civitas Verone dans son volume, dans lequel la porte se distingue clairement par un seul arc. Dans une fresque de Nicolò Giolfino (1476-1555) on observe pour la première fois le double arc de la porte, on peut donc en déduire que l'agrandissement a eu lieu entre la fin du XVe siècle et les premières années du XVIe siècle.
L'horloge centrale a été inaugurée beaucoup plus tard, le 2 juin 1872, puis remplacée par l'actuelle en 1881, l'ancienne étant transférée au musée civique de la ville.

## Description
Les portes sont formées de deux arcs en plein cintre, terminés au sommet par des créneaux ; entre les deux arches se trouve l'horloge installée en 1872. Les matériaux de construction utilisés étaient le marbre pour la partie inférieure et les briques pour la partie supérieure, correspondant au chemin de ronde et aux remparts. A droite de la porte se trouve la tour Pentagona, une tour défensive crénelée de l'époque municipale.